# Karsiborska Kępa
Karsiborska Kępa (deutsch Kaseburger Hutung) ist eine unbewohnte Insel im Rückseitendelta der Swine im Stettiner Haff. Sie gehört zur Stadtgemeinde Świnoujście in der polnischen Woiwodschaft Westpommern.

## Geographie
Die Insel ist mit 280 ha Fläche eine der größeren der rund 40 Inseln im Rückseitendelta der Swine. Sie wird im Osten, Norden und Westen von der Stara Świna (Alte Swine) und ihren Nebenarmen Groblanka (Mönchwehr) und Młyńska Toń (Mühlenloch) umflossen. Im Süden trennt sie der Rzecki Nurt (Rickstrom) von der Insel Karsibór (Kaseburg). Die Insel ist 3,2 km lang und bis zu 1,7 km breit.

## Geschichte

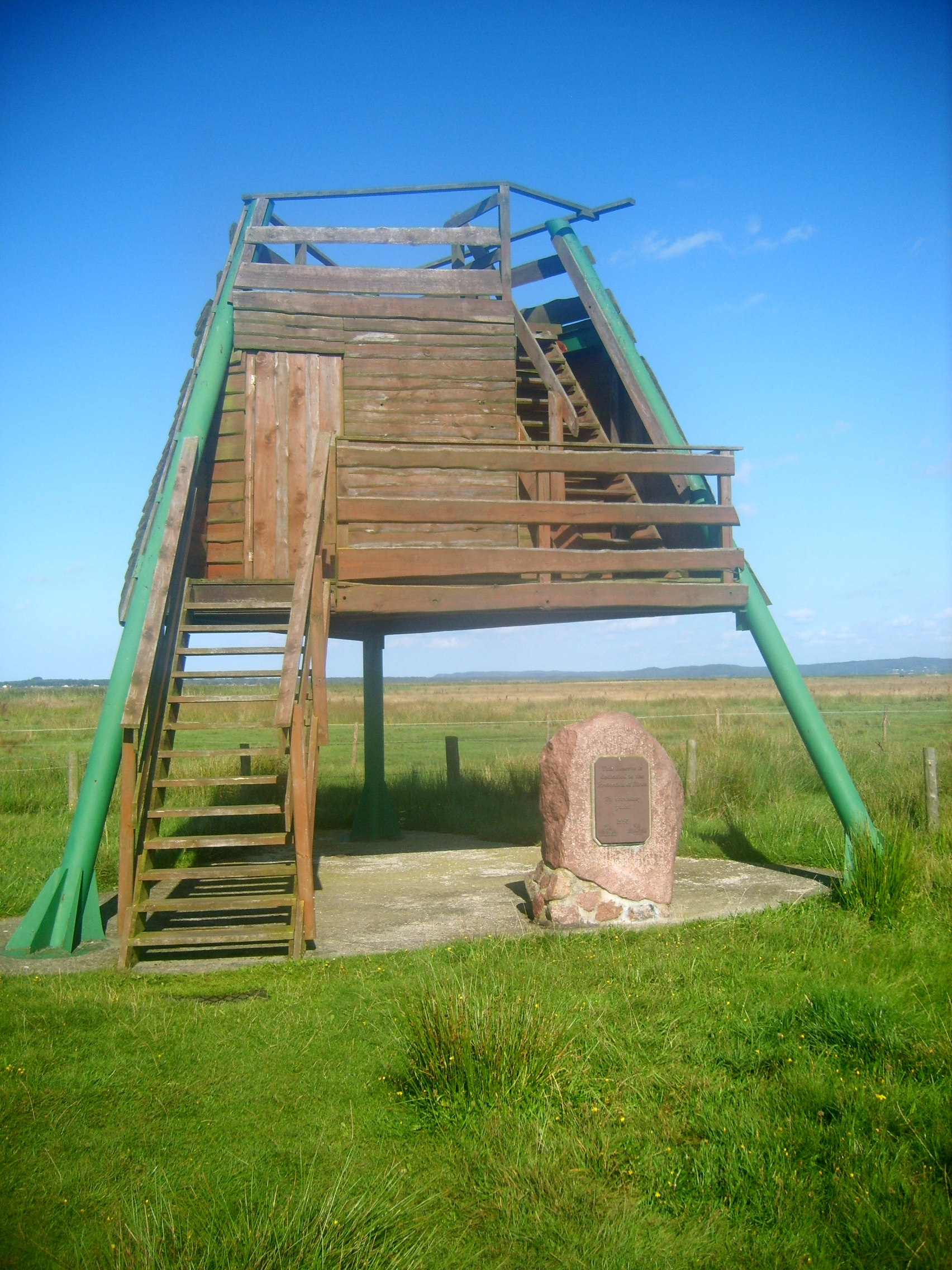
Aussichtsplattform und Gedenkstein, der an die Gründung des Vogelschutzgebiets erinnert.

Wie das gesamte Delta entstand die Insel durch Ablagerung von Schlick und Sand, die vom Meerwasser mitgeführt wurden, das vorwiegend im Herbst und Winter durch die Swine in das Stettiner Haff einströmt. In den 1920er und 1930er Jahren wurde die Kaseburger Hutung durch Eindeichung in einen Polder umgewandelt. Das Anlegen von Entwässerungsgräben machte die Insel für die Beweidung nutzbar. In den 1970er Jahren standen hier bis zu 450 Weidetiere (Rinder, Pferde und Schafe) der Produktionsgenossenschaft „Ognica“. Danach ging die Nutzung zurück. Die Entwässerungsgräben verlandeten zunehmend, und das mit Schilf bewachsene Gebiet vergrößerte seinen Flächenanteil von 25 % am Anfang der 1970er Jahre auf heute mehr als 50 %. Das Weideland umfasste im Jahr 2010 noch 20 bis 30 % der Gesamtfläche.
1995 richtete die nichtstaatliche Organisation Polnische Gesellschaft für Vogelschutz (Ogólnopolskie Towarzystwo Ochrony Ptaków, OTOP) auf der Insel ein Vogelschutzgebiet ein, nachdem sie rund 180 ha Land gekauft hatte. Schilfgebiete im Norden und Südosten der Karsiborska Kępa sowie einige Weiden und Wiesen werden weiterhin privat genutzt. Die Insel ist Teil der von BirdLife International ausgewiesenen Important Bird Area „Swinedelta“ (PL001).

## Flora und Fauna
Der Boden der Karsiborska Kępa ist salzhaltig. Untersuchungen des Oberflächen- und Grundwassers ergaben einen zwischen 1 und 3,5 g bzw. zwischen 3,5 und 6,5 g schwankenden Salzgehalt. Dementsprechend gedeihen hier halophile Pflanzenarten wie der Strand- und der Krähenfuß-Wegerich, die Bodden-Binse, der Strand- und der Sumpf-Dreizack, das Strand-Milchkraut, der Erdbeer-Klee oder der Salz-Hornklee. Auf den Weiden wachsen Pflanzengemeinschaften aus Weißem Straußgras, Kriech-Quecke, Gewöhnlichem Rot-Schwingel und Rasen-Schmiele. Im Röhricht dominiert das Schilfrohr.
Die Insel mit ihren weiten, offenen Flächen und einem Mosaik aus Wiesen, Weiden, Schilf und Gräben bietet zahlreichen, darunter seltenen Vögeln gute Lebensbedingungen. Etwa 50 Arten nisten hier. Für durchziehende Vögel ist Karsiborska Kępa ein Rast- und Futterplatz. Andere überwintern auf der Insel. Zu den Brutvögeln gehört der vom Aussterben bedrohte Seggenrohrsänger, von dem in manchen Jahren 50 bis 60 singende Männchen beobachtet wurden. Auf dem Durchzug rasten hier u. a. der Große Brachvogel, der Zwergsäger und der Gänsesäger. Ein Überwinterungsgast ist der Kormoran.